# Debrník (Železná Ruda)
Debrník (německy Deffernik) je osada, část města Železná Ruda v okrese Klatovy v Plzeňském kraji. Nachází se asi dva kilometry jižně od Železné Rudy, rozložena v sedle pod severním svahem hraničního vrchu Strahov (870 metrů). Je zde evidováno 6 adres. V roce 2011 zde trvale žilo patnáct obyvatel.
Debrník leží v katastrálním území Debrník u Železné Rudy o rozloze 8,9 km².

## Historie
První písemná zmínka o vesnici pochází z roku 1840. Jiné zdroje uvádějí, že zde od druhé poloviny 18. století byla zrcadlová huť, kterou v roce 1774 i s pozemky koupil Johann Georg Hafenbrändl. Jeho dcera Marie Elisabeth Hafenbrändlová zde v roce 1786 nechala postavit zámek Debrník, jehož součástí byla sklářská kaple, kterou popisuje Hans Watzlik ve svém románu Leturner Hütte.

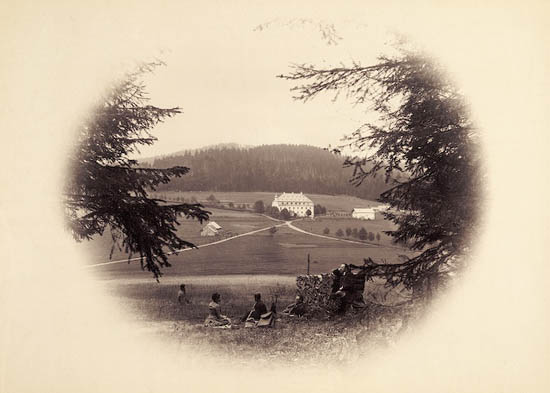
Zámek Debrník na dobové fotografii kolem roku 1880

V polovině 19. století zde byla založena sklárna firmy Johanna Lötze vdova. V letech 1868 až 1919 byl majitelem zámku kníže Hohenzollern–Sigmaringen. V roce 1989 byl zámek zbořen.
Debrník je od 80. let 20. století tvořen prakticky jen kasárnami pohraniční stráže (nyní nepoužívanými) a několika budovami v údolí řeky Řezná v zastavěném území Železné Rudy.
Na místě, kde dříve stával zámek Debrník, zůstala jen kašna, kterou v roce 2024 obnovil spolek We Love Šumava.

## Obyvatelstvo
| Rok            | 1869 | 1880 | 1890 | 1900 | 1910 | 1921 | 1930 | 1950 | 1961 | 1970 | 1980 | 1991 | 2001 | 2011 | 2021 |
| -------------- | ---- | ---- | ---- | ---- | ---- | ---- | ---- | ---- | ---- | ---- | ---- | ---- | ---- | ---- | ---- |
| Počet obyvatel | 314  | 346  | 282  | 227  | 198  | 203  | 221  | 0    | 0    | 0    | 0    | 0    | 1    | 15   | 17   |
| Počet domů     | 28   | 21   | 20   | 20   | 19   | 19   | 22   | 0    | 0    | 0    | 0    | 0    | 3    | 4    | 5    |

Poznámka: V roce 1921 bylo z 203 obyvatel 33 obyvatel české národnosti a 166 obyvatel bylo německé národnosti.

## Pamětihodnosti
- Jedle a smrky pod Strahovem – skupina památných stromů
- Kašna v místě již neexistujícího zámku[17]

## Další fotografie

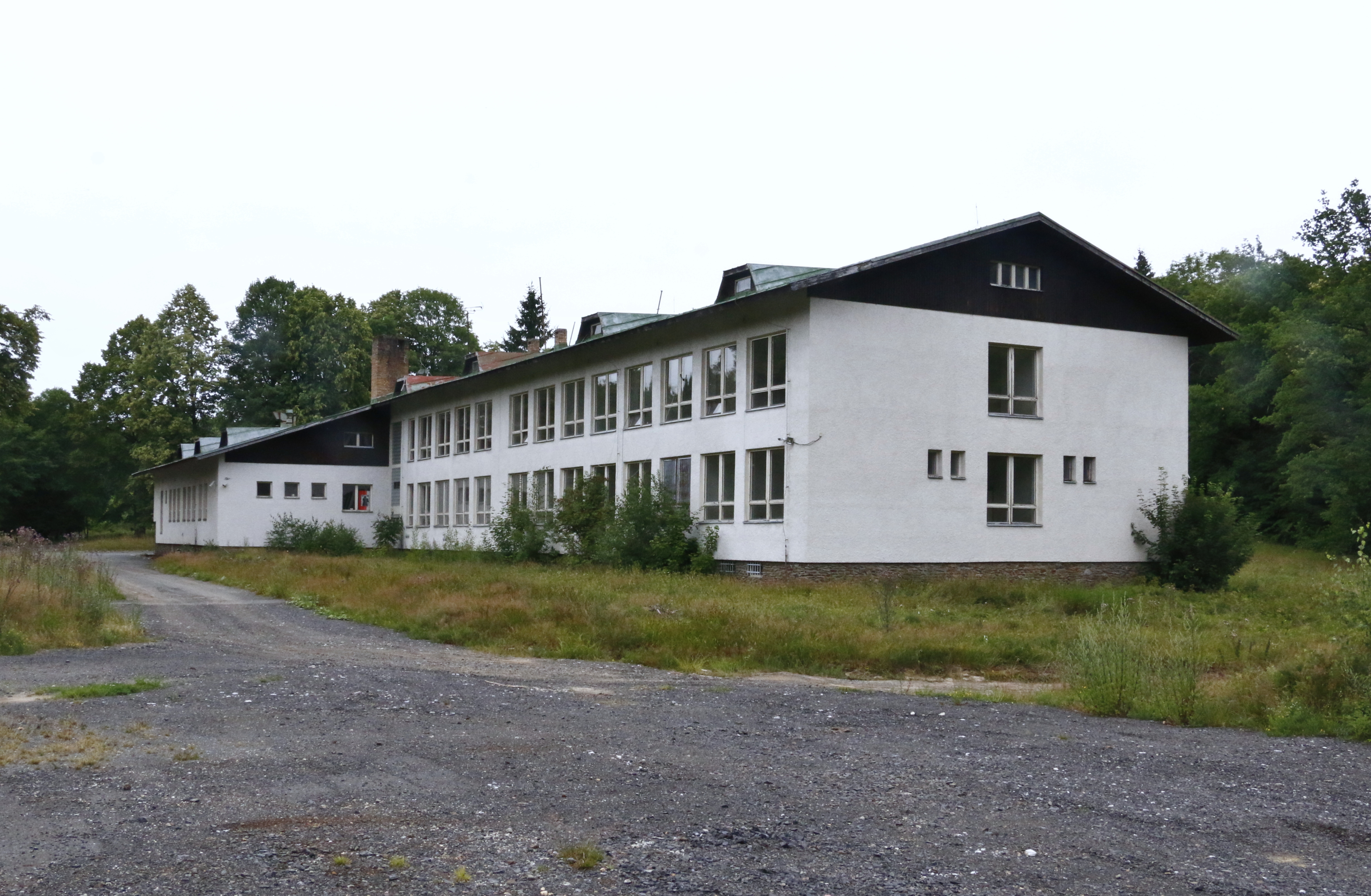
severní pohled na budovu
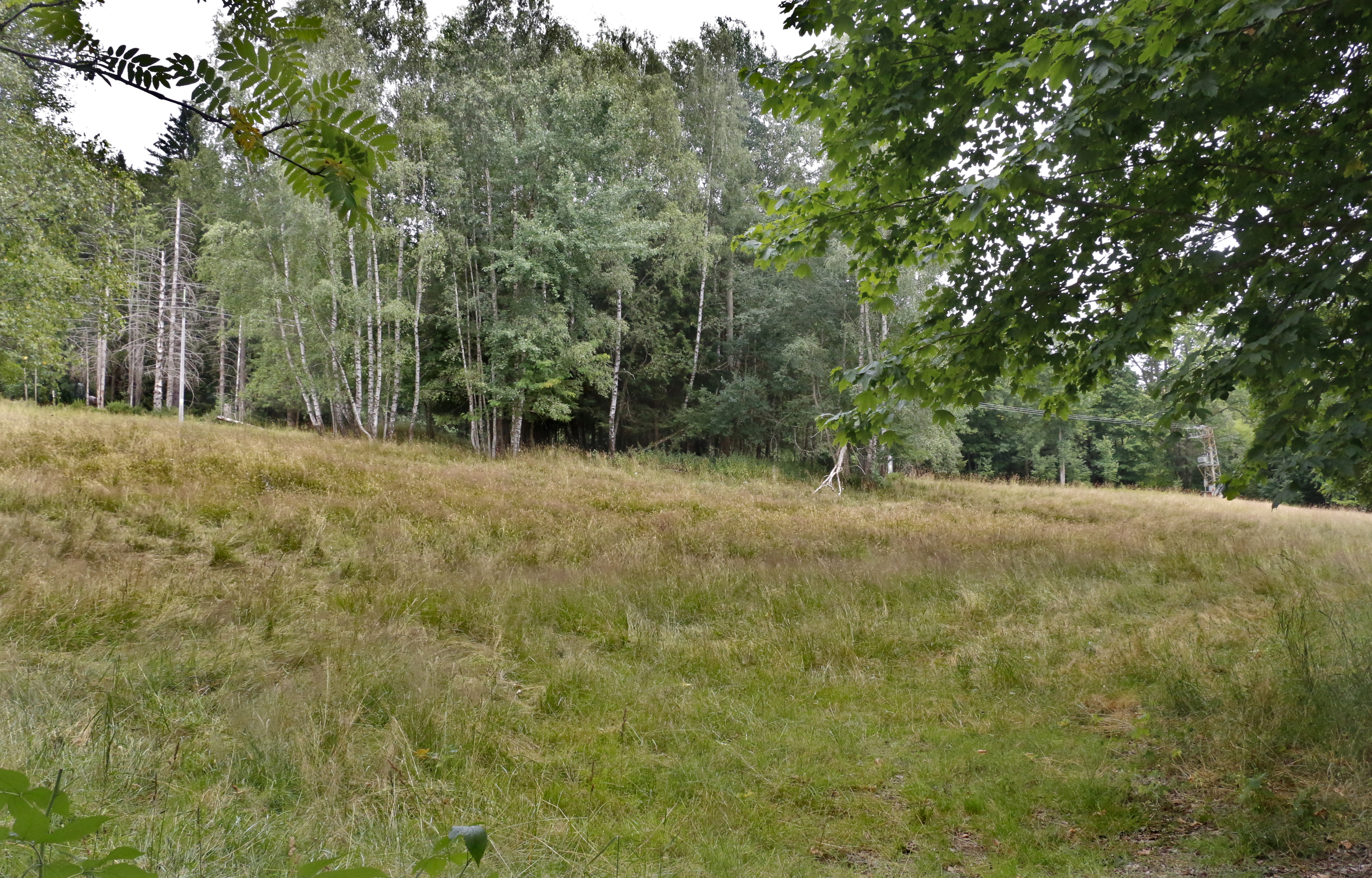
Krajina v katastru vesnice